# ده‌نو (خمین)
دهنو، روستایی است از توابع بخش مرکزی شهرستان خمین در استان مرکزی ایران.
دارای مردمانی مهربان و سخت کوش.
اغلب مردم این روستا لر هستند و با زبان لری صحبت میکنند.
تاریخچه
دهنو ، از روستاهای غرب خمین است که بر سر راه خمین – الیگودرز قرار گرفته و تا پیش از اجرای قانون اصلاحات ارضی در دهه چهل ، به امیر بهمن خان صمصام تعلق داشت. از این رو به دهنو صمصام شهرت دارد . امیر بهمن فرزند مرتضی قلی خان، آخرین ایلخانی بختیاری و یکی از سران بانفوذ ایل بختیاری بود. مرتضی قلی خان هم تنها فرزند پسر نجفقلی خان صمصام السلطنه ( نخست وزیر احمدشاه قاجار) به شمار می آید. امیربهمن خان ، در زمستان به عمارت گرمسیری خود در دزفول می رفت و تابستان ها در عمارت سردسیری خود در دهنو رحل اقامت می افکند. او هواپیمای شخصی کوچکی داشت که این کوچ تابستانه و زمستانه را سوار بر آن انجام می داد؛ درست بر خلاف بقیه هم ایلی های خود که با کمک چهارپایان کوچ روی می کردند. امیر بهمن فرودگاه خاکی کوچکی هم در کنار دهنو ساخته بود که به آن میدان طیاره می گفتند. او از هواپیما که پیاده می شد ، پای در ماشین جیپ مخصوص خود می گذاشت و به قلعه می رفت. امیر بهمن خان پس از پیروزی انقلاب در ۱۳۵۷ ایران را ترک کرد و به فرانسه کوچ کرد و در همان جا زندگی کرد تا درگذشت. شاپور بختیار، آخرین نخست وزیر شاه، پسر عمه امیر بهمن بود.

## جمعیت
روستای دهنو صمصام به عنوان مرکز دهستان قرار داشته و براساس سرشماری سال ۱۳۸۵جمعیت آن  ۱٫۲۰۶نفر (۳۱۳خانوار) بوده است.